# Ernst Münch
Ernst Münch (Niederbronn-les-Bains, 31 dicembre 1859 – Strasburgo, 1º aprile 1928) è stato un organista e direttore di coro francese.

## Biografia
Münch insegnò organo al Conservatorio di Strasburgo e tra i suoi allievi vi furono Joseph Müller-Blattau, Heinrich Böll e Adolf Hamm. Per molti anni fu organista e direttore del coro della chiesa di San Guglielmo a Strasburgo. Li fondò il Wilhelmer Choir che, sotto la sua direzione, divenne note per le esecuzioni delle opere di Johann Sebastian Bach.
Münch era il fratello del direttore d'orchestra Eugen Münch e zio del direttore d'orchestra Hans Münch. Suo figlio Charles fu un direttore d'orchestra e violinista che collaborò per lungo tempo con la Boston Symphony Orchestra. Sua figlia Emma sposò Paul Schweitzer, fratello di Albert Schweitzer. Suo figlio Fritz Münch gli succedette come direttore del Wilhelmer Choir e fu direttore del conservatorio di Strasburgo per molti anni.